# Diócesis de Governador Valadares

Regional CNBB Leste 2.

Mapa de la Diócesis de Governador Valadares.

La diócesis de Governador Valadares (en latín: Dioecesis Valadaren(sis) y en portugués: Diocese de Governador Valadares) es una circunscripción eclesiástica latina de la Iglesia católica en Brasil, sufragánea de la arquidiócesis de Mariana. La diócesis tiene al obispo Antônio Carlos Félix como su ordinario desde el 6 de abril de 2014. 

## Territorio y organización
La diócesis tiene 14 373 km² y extiende su jurisdicción sobre los fieles católicos de rito latino residentes en 32 municipios del estado de Minas Gerais: Governador Valadares, Açucena, Aimorés, Alpercata, Alvarenga, Capitão Andrade, Conselheiro Pena, Coroaci, Cuparaque, Divino das Laranjeiras, Engenheiro Caldas, Fernandes Tourinho, Galiléia, Goiabeira, Gonzaga, Itanhomi, Itueta, Marilac, Mathias Lobato, Nacip Raydan, Naque, Periquito, Resplendor, Santa Efigênia de Minas, Santa Rita do Itueto, São Geraldo da Piedade, São Geraldo do Baixio, São José da Safira, Sardoá, Sobrália, Tumiritinga y Virgolândia.
La sede de la diócesis se encuentra en la ciudad de Governador Valadares, en donde se halla la Catedral de San Antonio de Padua.
En 2019 en la diócesis existían 53 parroquias.

## Historia
La diócesis fue erigida el 1 de febrero de 1956 con la bula Rerum usu del papa Pío XII, obteniendo el territorio de la arquidiócesis de Diamantina y de las diócesis de Araçuaí y Caratinga.
El 24 de mayo de 1985 cedió una parte de su territorio para la erección de la diócesis de Guanhães mediante la bula Recte quidem del papa Juan Pablo II.
El 20 de enero de 2016 adquirió el municipio de São José da Safira de la diócesis de Guanhães mediante el decreto Quo aptius de la Congregación para los Obispos.

## Estadísticas
De acuerdo al Anuario Pontificio 2020 la diócesis tenía a fines de 2019 un total de 408 000 fieles bautizados.
| Año                                                                             | Población            | Población | Población      | Sacerdotes | Sacerdotes    | Sacerdotes    | Bautizados por sacerdote | Diáconos permanentes | Religiosos | Religiosos | Parroquias |
| Año                                                                             | Bautizados católicos | Total     | % de católicos | Total      | Clero secular | Clero regular | Bautizados por sacerdote | Diáconos permanentes | Varones    | Mujeres    | Parroquias |
| ------------------------------------------------------------------------------- | -------------------- | --------- | -------------- | ---------- | ------------- | ------------- | ------------------------ | -------------------- | ---------- | ---------- | ---------- |
| 1965                                                                            | 490 000              | 510 000   | 96.1           | 35         | 13            | 22            | 14 000                   |                      | 22         | 55         | 26         |
| 1970                                                                            | 488 600              | 500 000   | 97.7           | 48         | 10            | 38            | 10 179                   | 1                    | 43         | 61         | 31         |
| 1976                                                                            | 445 000              | 510 000   | 87.3           | 40         | 9             | 31            | 11 125                   | 2                    | 35         | 44         | 32         |
| 1980                                                                            | 496 000              | 591 000   | 83.9           | 35         | 8             | 27            | 14 171                   | 1                    | 30         | 47         | 32         |
| 1990                                                                            | 419 000              | 480 000   | 87.3           | 37         | 14            | 23            | 11 324                   | 1                    | 25         | 34         | 30         |
| 1999                                                                            | 420 000              | 500 000   | 84.0           | 45         | 29            | 16            | 9333                     |                      | 16         | 32         | 32         |
| 2000                                                                            | 415 000              | 500 000   | 83.0           | 44         | 29            | 15            | 9431                     |                      | 15         | 30         | 34         |
| 2001                                                                            | 386 000              | 464 977   | 83.0           | 48         | 32            | 16            | 8041                     |                      | 16         | 38         | 36         |
| 2002                                                                            | 390 000              | 469 944   | 83.0           | 45         | 28            | 17            | 8666                     |                      | 17         | 37         | 40         |
| 2003                                                                            | 390 000              | 469 944   | 83.0           | 44         | 30            | 14            | 8863                     | 1                    | 14         | 37         | 39         |
| 2004                                                                            | 350 000              | 500 000   | 70.0           | 56         | 38            | 18            | 6250                     |                      | 21         | 24         | 41         |
| 2006                                                                            | 359 000              | 513 000   | 70.0           | 53         | 43            | 10            | 6773                     |                      | 13         | 36         | 44         |
| 2013                                                                            | 390 000              | 555 000   | 70.3           | 103        | 84            | 19            | 3786                     | 28                   | 19         | 30         | 76         |
| 2016                                                                            | 399 000              | 569 000   | 70.1           | 70         | 55            | 15            | 5700                     | 26                   | 16         | 28         | 53         |
| 2019                                                                            | 408 000              | 582 400   | 70.1           | 65         | 55            | 10            | 6276                     | 25                   | 14         | 20         | 53         |
| Fuente: Catholic-Hierarchy, que a su vez toma los datos del Anuario Pontificio. |                      |           |                |            |               |               |                          |                      |            |            |            |

## Episcopologio
- Hermínio Malzone Hugo † (29 de enero de 1957-7 de diciembre de 1977 renunció)
- José Goncalves Heleno † (7 de diciembre de 1977 por sucesión-25 de abril de 2001 renunció)
- Werner Franz Siebenbrock, S.V.D. † (19 de diciembre de 2001-6 de marzo de 2014 retirado)
- Antônio Carlos Félix, desde el 6 de abril de 2014